# Janina Zielińska
Pour les articles homonymes, voir Zielińska.
Compléments
 Francophonie
Janina Zielińska est une spécialiste polonaise de l'enseignement du français, enseignante à l'université de Varsovie.
Engagée dans la vie associative, elle est une des fondatrices (avec notamment Grażyna Migdalska) puis présidente (aujourd'hui honoraire) de Prof-Europe, association polonaise des professeurs de français, et vice-présidente de la Fédération internationale des professeurs de français (2004 – 2008).

## Biographie
Janina Hanna Zielińska est née à Ruda Śląska, en Silésie. Après avoir effectué une scolarité secondaire au lycée Jan Smoleń (pl) de Bytom et des études de philologie romane à l'université de Varsovie, elle devient professeur de français et travaille dans l'enseignement secondaire à Gdynia puis à Gdańsk. Elle effectue une année de « stage long » en France au BELC/CIEP. Elle est ensuite nommée chargée de cours en didactique du français à l’Institut d'études romanes de l'université de Varsovie.
À partir de 1990, elle participe à la rédaction des nouveaux programmes pour l’enseignement du français et la formation des professeurs. Elle est nommée directrice du collège universitaire de formation des professeurs de français de l'université de Varsovie. 
Elle devient experte en didactique des langues et des cultures auprès du CELV du Conseil de l'Europe, étant notamment membre du groupe d'animation du projet JA LING (Janua Linguarum – La porte des langues : "Introduction de l'éveil aux langues dans le curriculum", 2000 – 2003). 
Parallèlement, présidant de 1996 à 2004, à la suite de Grażyna Migdalska, l'association polonaise des professeurs de français Prof-Europe, elle participe à diverses instances multilatérales liées à l'enseignement du français (Organisation internationale de la francophonie, Agence universitaire de la francophonie). Elle devient en 2000 présidente de la Commission pour l’Europe centrale et orientale (CECO) de la Fédération internationale des professeurs de français et intervient au Congrès de Paris de la FIPF. Elle est ensuite élue lors du Congrès d'Atlanta (2004) vice-présidente de la FIPF. Elle joue un rôle important, avec les dirigeants de la Commission d'Europe occidentale (CEO) et de l'association autrichienne des professeurs de français, dans l'organisation du premier congrès européen des professeurs de français organisé à Vienne en novembre 2006. Après l'achèvement de son mandat, elle devient conseillère spéciale du président de la fédération Jean-Pierre Cuq, chargée de mission pour les affaires européennes et déléguée de la FIPF auprès de la Fédération internationale des professeurs de langues vivantes (FIPLV).
En 2008, à son initiative, la Commission européenne introduit la langue française dans l'action européenne eTwinning, qui favorise l'usage des TICE pour développer les échanges entre élèves des établissements scolaires d’Europe. Elle est depuis lors membre du jury international eTwinning.
Elle est membre du comité de lecture de la revue Synergie Pologne publiée par le GERFLINT.

## Distinctions
- Officière de l'ordre des Palmes académiques[10],[11]
- Officière de l'ordre des Arts et des Lettres, décoration décernée par le ministère de la Culture et de la Communication au titre de la Francophonie
- Officière de l'ordre national du Mérite[2]